# Doryscus mindanaoensis
Doryscus mindanaoensis is een keversoort uit de familie bladkevers (Chrysomelidae). De wetenschappelijke naam van de soort werd in 2017 gepubliceerd door Lee.